# Шибер, Вальдемар
Вальдема́р Ши́бер (нем. Waldemar Schieber; 13 мая 1927, Гайнау, Нижняя Силезия — 21 ноября 2023) — немецкий валторнист и музыкальный педагог, представитель лейпцигской школы.

## Биография
Учителем Шибера был профессор Альбин Фрезе, воспитавший целый ряд известных немецких музыкантов двадцатого столетия. После окончания учёбы в Лейпцигской Высшей школе музыки и театра имени Мендельсона Шибер поступил на работу в Лейпцигский оркестр Гевандхауза (с 1956 г. артист, в 1961—1992 гг. солист оркестра). Он был постоянным участником квинтета духовых инструментов оркестра Гевандхауза в период с 1961 по 1982 год. Кроме того, Шибер неоднократно выступал с сольными концертами.
С 1972 по 1994 год Вальдемар Шибер преподавал валторну в Лейпцигской Высшей школе музыки. Многие его бывшие ученики сегодня работают в ведущих немецких оркестрах.